# Casa do Maranhão
A Casa do Maranhão é um museu folclórico localizado na cidade de São Luís. Inaugurada em 2002, o espaço foi concebido como uma vitrine da cultura maranhense. Localizada no centro histórico da cidade, abriga exposições sobre lendas, azulejos, embarcações, danças, gastronomia e festas religiosas. Além disso apresenta fatos históricos, como a tentativa de instalação da França Equinocial.

## Sede
A sede do museu se localiza no antigo Prédio da Alfândega, datado de 1873, mas que foi restaurado no ano de 2014.

## Acervo
O museu apresenta um acervo de vestimentas e painéis, contando a história das principais manifestações culturais do Maranhão, como o bumba-meu-boi, reizado, as caixeiras da Festa do Divino Espírito Santo, Tambor de Crioula, Tambor de Mina e o reggae.